# Red Devils Chojnice
Red Devils Futsal Club Chojnice ist ein Futsalverein aus Chojnice in Polen, der in der polnischen Futsal Ekstraklasa spielt.

## Geschichte
Die Red Devils wurden 1995 gegründet. Die Farben des Vereins sind Weiß und Rot. 2013 wurden die Red Devils polnischer Vizemeister.

## Erfolge
- Vizemeister: 2012/2013
- Sieger im Polnischen Futsalpokal: 2015/2016